# Schuivenmotor

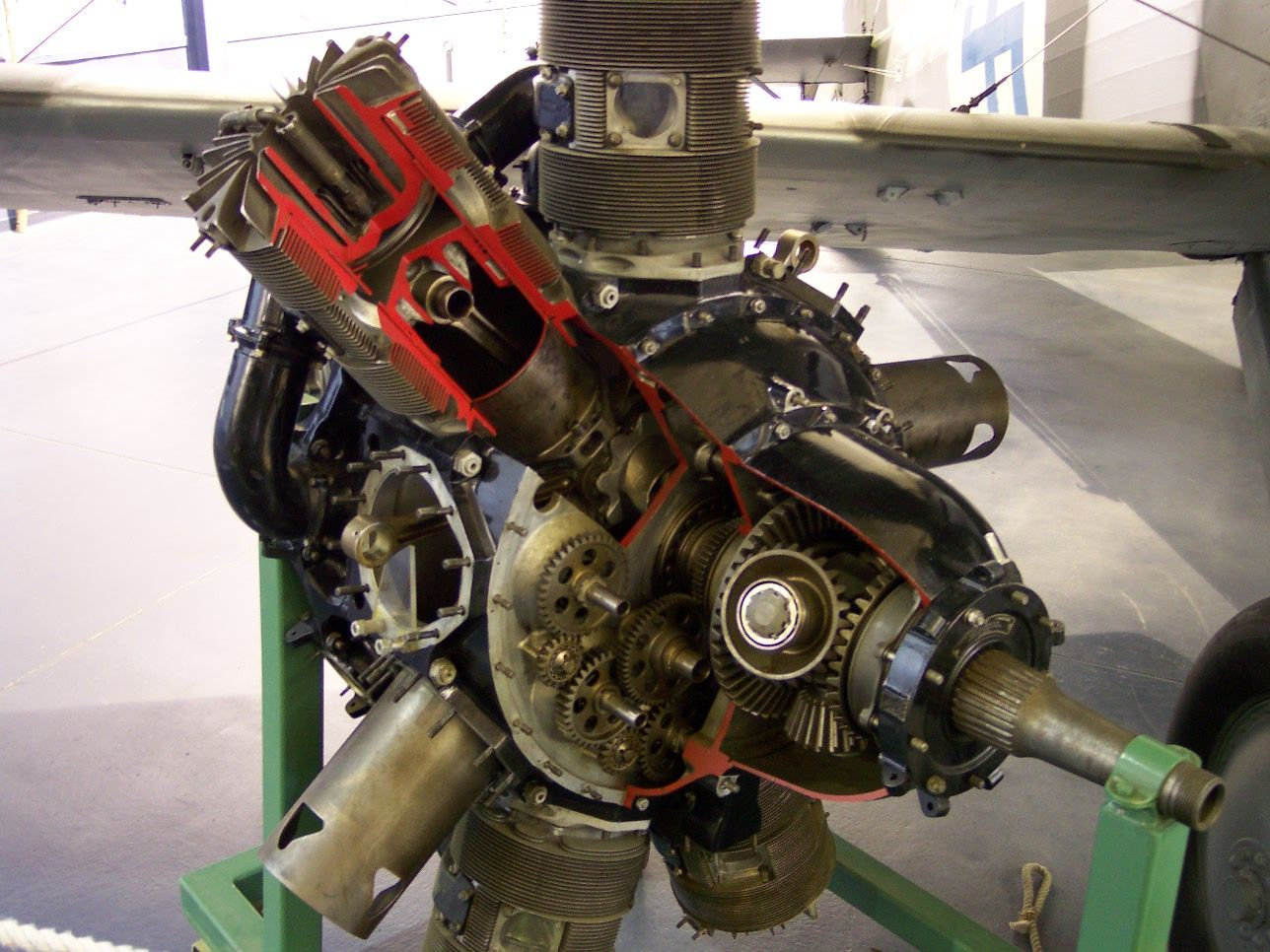
Opengewerkte schuivenmotor Bristol Perseus

Een schuivenmotor is een viertaktmotor die geen in- en uitlaatkleppen gebruikt, zoals na de Tweede Wereldoorlog gebruikelijk werd, maar schuivende of draaiende afsluitschijven.
Een schuivenmotor heeft geen nokkenassen en geen op en neer gaande kleppen; de bediening van de schuiven verloopt met continue bewegingen. Het voordeel van deze techniek is dan ook de geruisloze werking. Nadelen zijn er zeker ook, onder meer een ingewikkelde constructie en een minder directe koeling.

## Gaswisseling
Het belangrijkste nadeel bleek, dat door het vloeiend verloop van de bediening de schuiven niet snel genoeg konden openen en sluiten. Voor het trage openen en sluiten aan de inlaatzijde zijn wel oplossingen te vinden zoals drukvulling. Veel lastiger is dit bij het sluiten. De uitlaatschijf moest tijdig geopend worden om voldoende spoeling (vervanging door nieuw mengsel) te krijgen. Daarbij verdween een deel van het verbrandingsmengsel door de uitlaat. Dit leidde tot uitstoot van schadelijke, halfverbrande gassen. Bovendien was effectieve compressie verlaagd, wat bij een verbrandingsmotor tot een lager thermodynamisch rendement leidt. Weliswaar is het mogelijk om de motor onder constante omstandigheden, bijvoorbeeld bij volgas en constante belasting, een redelijk rendement te geven, maar dit gaat ten koste van het rendement bij deellast of wisselende omstandigheden.  Verbruik en schadelijke uitstoot konden op den duur niet voldoende meer verbeterd worden.
De schuiventechniek werd onder meer gebruikt voor vliegtuigmotoren. In de Tweede Wereldoorlog werd de Hawker Typhoon (Tankbuster) met een dergelijke motor uitgerust.
Een bekende fabrikant van schuivenmotoren (sleeve valve) was Knight. De volgende autofabrikanten hebben schuivenmotoren toegepast:
Het Engelse Daimler leverde vanaf 1908 auto's met de Knight schuivenmotor. Ook de Belgische autofabrikant Minerva heeft rond 1926 auto's met deze schuivenmotor geleverd. Mercedes leverde de Mercedes-Knight in de jaren twintig. Bij de motorfietsmerken produceerde Barr & Stroud schuivenmotoren, die ook door sommige andere merken, zoals Beardmore-Precision, HT, PV en Royal Scot werden toegepast.
Ook het Franse Avions Voisin heeft schuivenmotoren gemaakt. Voisin was ook vliegtuigfabrikant; de toepassing was dan ook logisch. Panhard & Levassor heeft dergelijke motoren geleverd. De eerste keer in 1909, de laatste in hun Dynamic uit 1938.
Willys-Overland heeft de Silent Knight geproduceerd. Deze auto werd door Sieberg in Amsterdam geassembleerd.